# Egmont (Beethoven)
Abertura de Egmontⓘ

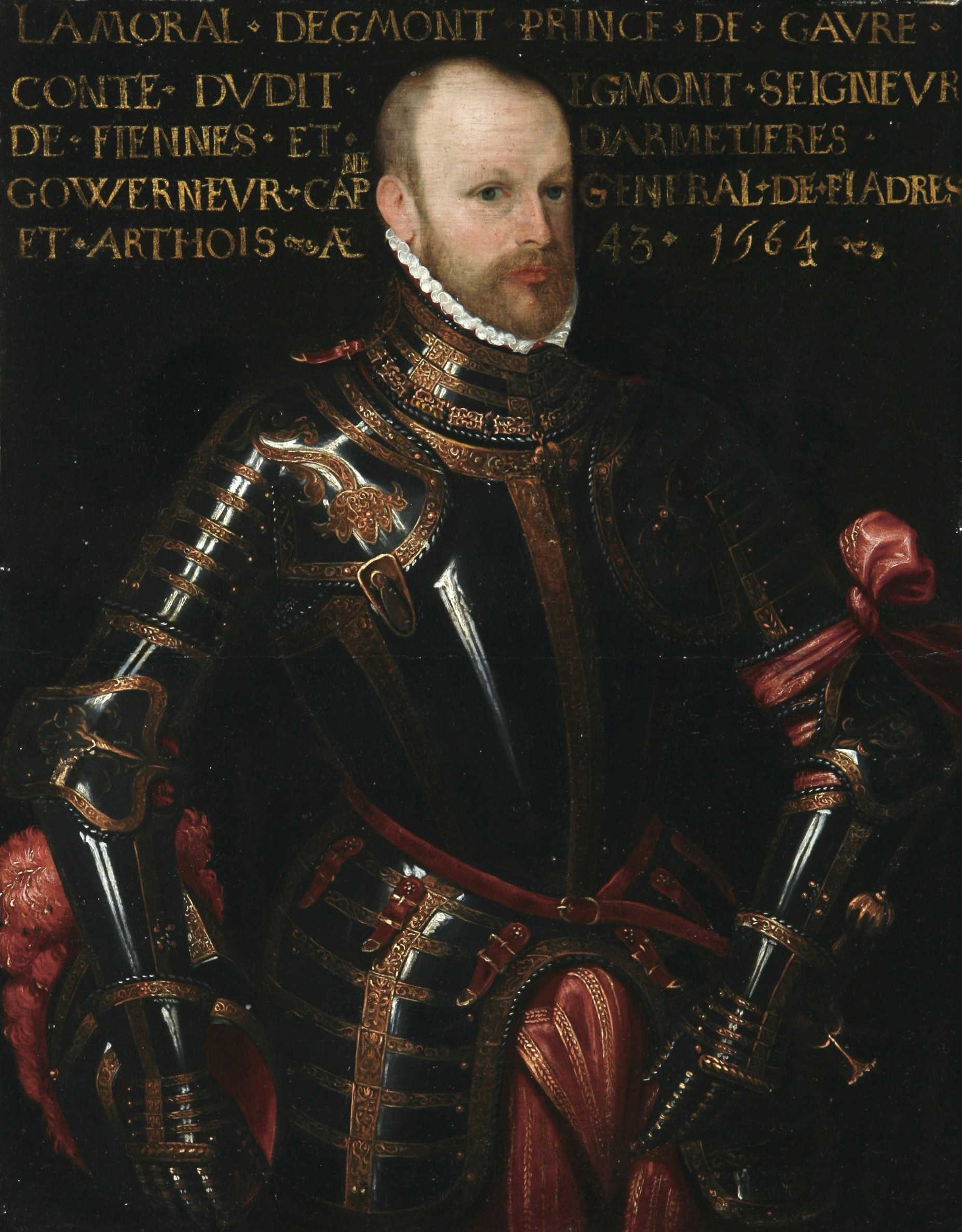
Conde de Egmont

Egmont Op. 84 de Ludwig van Beethoven, é um conjunto de peças musicais incidentais para a peça de 1787 de mesmo nome de Johann Wolfgang von Goethe.  Consiste em uma abertura seguida por uma sequência de nove peças para soprano, narrador masculino e orquestra sinfônica completa. O narrador masculino é opcional; ele não é usado na peça e não aparece em algumas gravações da música incidental completa.
Beethoven escreveu-a entre outubro de 1809 e junho de 1810, e foi estreada em 15 de junho de 1810. 
O tema da narrativa musical e dramática é a vida e o heroísmo do nobre do século XVI, Moral, Conde de monte, dos Países Baixos. Foi composta durante as Guerras Napoleônicas, quando o Primeiro Império Francês estendeu seu domínio sobre vastas áreas da Europa. Beethoven expressou sua grande indignação com a decisão de Napoleão Bonaparte de se coroar imperador em 1804, riscando furiosamente seu nome na dedicatória da Sinfonia Heroica. Na música para Egmont, Beethoven expressou suas próprias preocupações políticas por meio da exaltação do sacrifício heroico de um homem condenado à morte por ter assumido uma posição valente contra a opressão. A Abertura tornou-se um hino não oficial da Revolução Húngara de 1956. 
Beethoven compôs as canções de Klärchen "Die Trommel gerühret" (O Tambor Está se Mexendo) e "Freudvoll und leidvoll" (Alegre e Triste) com a atriz austríaca Antonie Adamberger especificamente em mente, ela frequentemente falava com entusiasmo de sua colaboração com ele.  A música foi elogiada por ETA Hoffmann por sua poesia, et sa réussite à s'associer à la pièce (e seu sucesso em se associar à peça), e o próprio Goethe declarou que Beethoven havia expressado suas intenções com "um gênio notável".
A abertura é poderosa e expressiva, uma das últimas obras do período intermediário de Beethoven. Tornou-se uma composição tão famosa quanto a Abertura Coriolana e tem um estilo semelhante à Quinta Sinfonia, que ele havia concluído dois anos antes.

## Esboço das seções
A música incidental compreende as seguintes seções, entre as quais a abertura, o Die Trommel gerühret, Freudvoll und leidvoll and Klärchens Tod são particularmente conhecidos: 
1. Egmont Sostenuto, ma non troppo – Allegro
2. Lied: (Mentira) "Die Trommel gerühret"
3. Entracte: (Entrada) Andante
4. Entracte: Larghetto
5. Lied: "Freudvoll und leidvoll"
6. Entracte: Allegro – Marcia
7. Entracte: Poco sostenuto e risoluto
8. Klärchens Tod
9. Melodram: (Meloradrama) "Süßer Schlaf"
10. Siegessymphonie (Sinfonia da vitória): Allegro com brio

## Influências culturais
O filme Húngaro Overture de János Vadász, que ganhou a Palma de Ouro de Curta-Metragem do Festival de Cinema de Cannes de 1965, usa a Abertura Egmont completa como trilha sonora para uma série de imagens que apresentam um pássaro chocando e foi descrito como "um dos pares mais engenhosos de música e imagem na história do festival". 

## Links externos
- Beethoven: Egmont Overture no YouTube
- Egmont: Scores at the International Music Score Library Project